# Rhytidodus turanicus
Rhytidodus turanicus är en insektsart som beskrevs av Mitjaev 1970. Rhytidodus turanicus ingår i släktet Rhytidodus och familjen dvärgstritar. Inga underarter finns listade i Catalogue of Life.